# Rainbow99
Rainbow99(본명: 류승현)은 대한민국의 음악가이다.
'어른아이'에서 인상적인 연주를 들려준 바 있고, '올드피쉬', '하이미스터 메모리' 등 많은 뮤지션들과 작업했다. 2004년 후반부터 '어른아이' '하이미스터메모리' '올드피쉬' '옥상달빛' 그리고는 석준의 기타리스트로 활동해오며 독특한 기타 사운드와 스타일을 인정받아온 홍대의 기타리스트.

## 발매 앨범
- 2009 SiwaRainbow (as 시와무지개)
- 2010 Love is no tomorrow
- 2011 우리 모두는 혼자 (as 시와무지개)
- 2011 Spring, Revolution (with 김성희)
- 2013 Dream Pop
- 2014 Seoul
- 2016 Calendar
- 2017 Alphaville (with 천미지)
- 2017 Europe
- 2019 Home